# Pabst Building
El Pabst Building era un edificio de gran altura en Milwaukee, Wisconsin. Con 14 pisos y 71 metros de altura, fue el primer rascacielos de la ciudad.

## Historia
Frederick Pabst, el dueño de la Pabst Brewery, compró hacia 1890 el edificio Ludington Block situado en el cruce de las calles Wisconsin y Water. Allí decidió hacer un nuevo edificio y le encarg̟ó el diseño al arquitecto Solon Spencer Beman.
La ubicación del Pabst Building en la esquina noroeste de la avenida East Wisconsin y North Water Street se ha considerado históricamente como el sitio de construcción más antiguo de la ciudad. Esta fue la ubicación del primer asentamiento europeo de Milwaukee por Henry Vieau, así como el sitio de la cabaña y el puesto comercial originales del fundador de la ciudad, Solomon Juneau.
Construido en estilo neorrenacentista flamenco en 1891, el Pabst fue el edificio más alto de Milwaukee hasta que el Ayuntamiento de Milwaukee se terminó cuatro años después.
A mediados del siglo XX su techo ya estaba muy alterado y el inmueble fue demolido en 1981. El edificio 100 East Wisconsin, que presenta algunas semanzas formales con el Pabst, ahora ocupa su lugar. Con una altura de 72 m de altura, el Pabst es el segundo edificio más alto demolido en Wisconsin.

## Galería

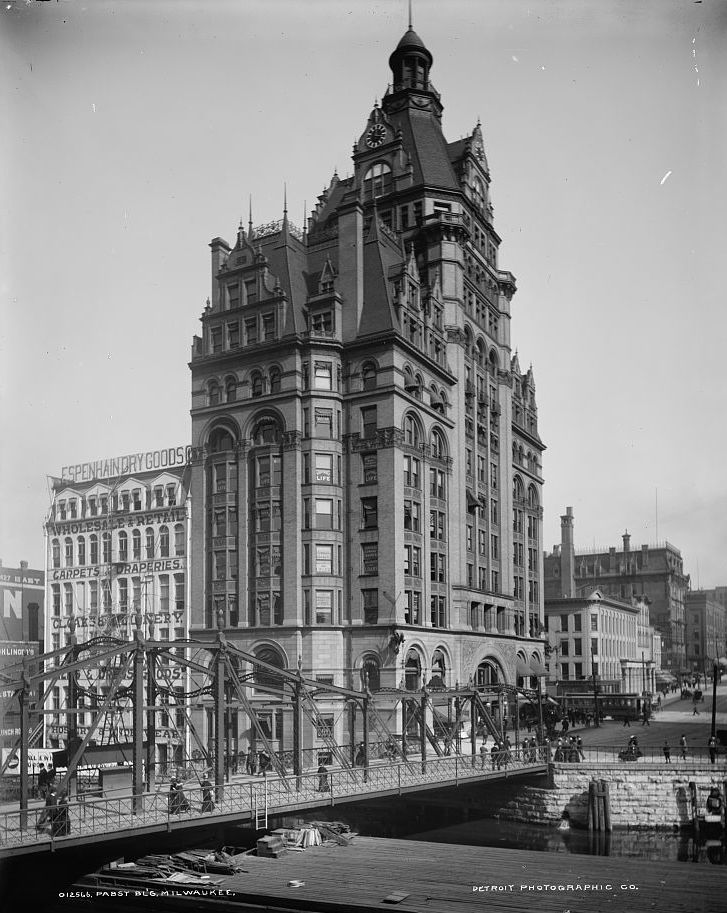
Con el puente sobre el río Milwaukee
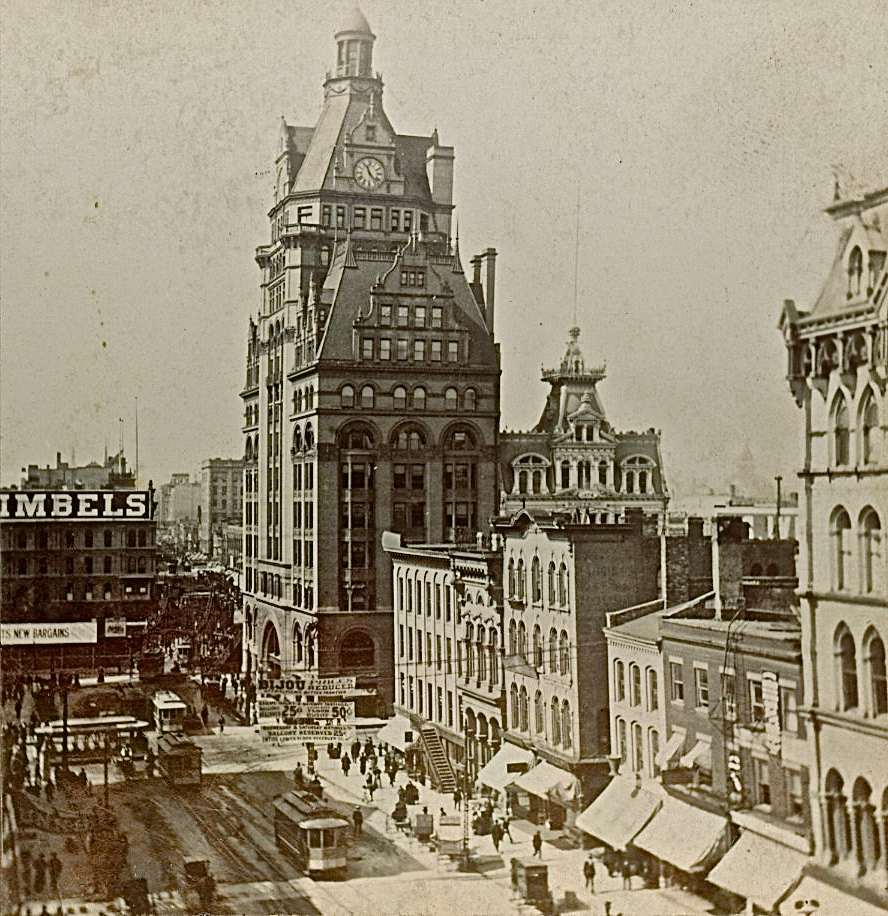
Costado oriental desde la avenida Wisoncsin